# Zöld hályog
A zöld hályog látáskárosodást vagy akár vakságot is okozó szembetegség. Másik elnevezése, a glaukóma szó görög eredetű, Hippokratésztől ered (γλαυκός = ’kékes-zöldes színű’).
A betegséget már időszámításunk előtt is ismerték, Aulus Cornelius Celsus volt az első, aki elkülönítette a kataraktát, azaz a szürkehályogot a glaukómától. A glaukómával kapcsolatos ismereteink fejlődése a XVIII. századig nagyon lassú volt, majd attól kezdve gyorsabb és végül a XX. század második felében nagyon felgyorsult.
A zöld hályog nem tévesztendő össze a szürke hályoggal, hiszen zöld hályog esetében nem a szemlencse elhomályosodásáról van szó. A zöld hályog több betegség összefoglaló elnevezése, melyek közös jellemzője a szem hátsó részében található látóideg károsodása. Ez az ideg szállítja az információt a recehártyából (az ún. retinából) az agyba, lehetővé téve ezzel a látás folyamatát.
A betegség hátterében a szem belső nyomásának megemelkedése áll. A szemnyomást a szemben található folyadék: a csarnokvíz termelődése és elfolyása közötti egyensúly alakítja ki. Amennyiben az elvezetés valamilyen akadályba ütközik, felborul az egyensúly, és megnő a nyomás. A nyomásemelkedés okozza a látóideg károsodását, és ezzel a látás romlását.

## Gyakorisága
Zöld hályog bárkinél kialakulhat. Világszerte a 40 év feletti lakosság kb. 2%-át érinti ez a szembetegség. Az életkor növekedésével a betegség kialakulásának valószínűsége nő, 70 éves korra előfordulási gyakorisága eléri a 10%-ot. Az idős korosztályon kívül fokozott kockázatot jelent, hogyha valakinek a családjában már előfordult ilyen megbetegedés, valamint a nagyfokú rövidlátás, korábbi szemsérülés vagy szemműtét, a cukorbetegség, magas vérnyomás és egyes keringési betegségek, továbbá szteroid gyulladásgátló gyógyszerek tartós szedése.

## Típusai
A csarnokvíz a szemlencse domborúságát szabályozó sugártestben termelődik, és a szivárványhártya (írisz) mentén kering az elülső csarnokba, ahol a csarnokzugban vezetődik el. A szemnyomás emelkedése általában a csarnokvíz elfolyásának akadályozottsága miatt alakul ki.
Elsődleges, nyitott zugú zöld hályog általában mindkét szemet érinti, bizonytalan feszítő érzéssel járhat, de lehet tünetmentes is. A betegség gyakran csak akkor derül ki, amikor már kiterjedt látótérkiesések jelentkeznek. A betegség élethossziglan tartó szemcseppes kezelést igényel. Az összes zöld hályogos eset 90%-át ez a típus teszi ki. Oka ismeretlen, de valószínű, hogy komplex, genetikai eredetű.
Másodlagos, nyitott zugú zöld hályog esetében vörösvértestek, pigmentszemcsék, gyulladásos sejtek, vagy egyéb lerakódások akadályozzák a csarnokvíz elfolyását. Az összes glaucoma 2-4%-a ilyen.
Elsődleges, zárt zugú zöld hályogban a csarnokzugot az írisz gyöke elzárja. Ilyen esetben fordulhat elő a glaukómás roham,  amikor néhány óra alatt, általában egyik szemet érintő heves szem- és homloktáji fájdalom, látásélesség csökkenés, homályos látás, a fényforrások körül szivárványszínű karikák jelennek meg, és hányingerrel is járhat. Az érintett szem vörös, a pupilla oválisan tág, tapintásra kőkemény. A glaukómás roham azonnali szemészeti kórházi kezelést igényel, ennek hiányában az érintett szem 24 órán belül megvakulhat! 5%-ban ez a típus dominál.
Másodlagos, zárt zugú zöld hályogot okoz, amikor lenövések, hegek, érújdonképződés zárja el a csarnokzugot.

## Kezelése

#### Gyógyszeres kezelés
- Szemcseppekkel (béta-receptor blokkolók, kolinerg szerek, szimpatikus izgatók, alfa-2 receptor izgatók, karboanhidráz bénítók, prosztaglandin analógok, kombinált készítmények).  A prosztaglandin-származék szemcseppek a szervezetben természetesen is előforduló prosztaglandin szintetikusan előállított változatát tartalmazzák. A prosztaglandinok a szervezet alapvető védelmi folyamataiban, például a gyulladásban játszanak szerepet. Szemnyomáscsökkentő hatásukra már a 60-as években is felfigyeltek, de évtizedek teltek el, mire sikerült olyan származékot előállítani, aminek fő hatása volt a szemnyomáscsökkentő hatás és csak kevéssé érvényesültek az immár mellékhatássá degradálódott eredeti tulajdonságok. Az egyik ilyen prosztaglandin-származék szemcsepp hatóanyag a latanoproszt. Ez 1996 őszén került forgalomba az USA-ban, majd 1998-tól Magyarországon. Azóta a világ több mint 50 országában törzskönyvezték,  több mint 300 tudományos közlemény jelent meg róla a szakmai lapokban, és több mint 74 millió receptre írták fel világszerte. 1997-ben egy latanoproszt hatóanyagú szemcsepp nyerte el a Magyar Kísérletes és Klinikai Farmakológiai Társaság (MFT) „Év Gyógyszere” díját.
- Szájon át és intravénásan adható szerekkel (karboanhidráz bénítók, dehidráló szerek).

#### Sebészeti kezelés
A glaukóma sebészi kezelésére akkor van szükség, ha a gyógyszeres kezelés nem elégséges, ha a gyógyszeres kezelés nem tolerálható (pl. gyógyszerérzékenység), vagy a beteg együttműködésre képtelen. A sebészi megoldások a csarnokvíz elfolyását segítik elő, vagy a csarnokvíz termelésének csökkentését célozzák meg.

## A háziorvos felelőssége
Bár a glaukóma kezelése szemorvosi feladat, ugyanúgy, mint sok másik betegségnél, a háziorvosok felelőssége vitathatatlan a fokozottan veszélyeztetettek korai felismerésében. Oda kell figyelni a pozitív családi kórtörténetére, a beteg vastag szemüvegére (lehet hypermetrop vagy myopiás), a vörös szem is figyelmeztető lehet a fent említett tünetekhez társulva, a cukorbetegség, a magas vérnyomás, a tartós szteroid terápia mind-mind veszélyeztetettséget jelent. A korán felfedezett glaukóma jelentőségét nem lehet elégszer hangsúlyozni, mert csak a szemnyomás csökkentése és az egyidejű csarnokvíz keringés javítása érheti el az időben elkezdett glaukómaellenes kezelés elsődleges célkitűzéseit: megőrizni vagy javítani a látóteret és megkímélni a látóidegfőt a glaukómás károsodástól, megmenteni a beteget a teljes vakságtól.